# Anisoptera scaphula
Espèce
Classification phylogénétique
Statut de conservation UICN

 EN  : En danger
Anisoptera scaphula est un grand arbre sempervirent d'Asie du Sud-Est, appartenant à la famille des Diptérocarpacées.

## Répartition
Dispersé dans les forêts à diptérocarps du Bangladesh, Péninsule Malaise, Myanmar, Thaïlande et Viêt Nam.

## Préservation
En danger critique d'extinction du fait de la déforestation.